# Nighthawk Records
Nighthawk Records is een Amerikaans platenlabel, dat begon als blues-label, maar later reggae-platen ging uitgeven. Het label werd in 1976 opgericht door bluesmuzikant Leroy Pierson en was gevestigd in St.Louis. Het label is vernoemd naar bluesmuzikant Robert Nighthawk.
De eerste plaat was een verzamelplaat met muziek van musici die voor de oorlog in Chicago waren neergstreken, "Windy City Blues: The Transition 1935 to 1953". Daarna volgden nog zeven andere compilatieplaten en albums van Professor Longhair en Henry Townsend. In 1979 verkocht Pierson zijn aandeel in het label, dat verderging met het uitbrengen van uitsluitend reggae-materiaal, waaronder de sampler "Wiser Dread", een anthologie van rastafari-roots-muziek uit de periode 1972-1978. Andere music op het label: Leroy Jodie Pierson en The Morwells.